# La Péruse
La Péruse is een plaats en voormalige gemeente in het Franse departement Charente (regio Nouvelle-Aquitaine) en telt 481 inwoners (2004). De plaats maakt deel uit van het arrondissement Confolens. La Péruse is op 1 januari 2019 gefuseerd met de gemeenten Genouillac, Mazières, Roumazières-Loubert en Suris tot de gemeente Terres-de-Haute-Charente. 

## Geografie
De oppervlakte van La Péruse bedraagt 8,5 km², de bevolkingsdichtheid is 56,6 inwoners per km².
De onderstaande kaart toont de ligging van La Péruse met de belangrijkste infrastructuur en aangrenzende gemeenten.

## Demografie
Onderstaande figuur toont het verloop van het inwonertal (bron: INSEE-tellingen).